# Emeria simetitia
Emeria simetitia Skalski (1988) è un insetto fossile appartenente alla famiglia Trichogrammatidae, vissuto approssimativamente tra gli 11 e i 5 milioni di anni fa. Fu scoperto nel 1984 in un pezzo di simetite (una varietà di ambra) nei pressi della foce del fiume Simeto, in Sicilia, e nel 1988 fu pubblicato per la prima volta da A.W. Skalski il suo nome scientifico.